# Norther
Norther er et melodisk dødsmetal-band fra Helsinki, Finland der blev stiftet i 1996 under navnet Requiem. Deres musikstil omfatter både elementer fra heavy metal, black metal og power metal. Northers musik er meget lignende Children of Bodoms og bandet selv har også nævnt Children of Bodom som en stor indflydelse på dem. Alligevel afviger de fra Children of Bodoms tekniske stil da deres sange er meget mere melodiske. 

## Medlemmer

### Nuværende medlemmer
- Kristian Ranta – Guitar og rene vokaler (2000 −)
- Heikki Saari – Trommer (2005 −)
- Jukka Koskinen – Bas (2000 −)
- Tuomas Planman – Keyboards og Synthesizer (2000 −)
- Aleksi Sihvonen – Vokaler (2009 -)

### Tidligere medlemmer
- Petri Lindroos – Vokal og guitar (1996 − 2009)
- Toni Hallio – Trommer (1996-2005)
- Tuomas (Stubu) – Bas (1996-1997)
- Roni Korpas – Guitar (1996-1999)
- Sebastian Knight – Keyboard (2000)
- Joakim Ekroos – Bas (2000)

## Diskografi

### Studiealbum
- Dreams of Endless War (2002)
- Mirror of Madness (2003)
- Death Unlimited (2004)
- Till Death Unites Us (2006)
- N (2008)
- Circle Regenerated (2011)

### Ep'er og demoer
- Warlord (2000) – demo
- Solution 7 (2005) − ep
- No Way Back (2007) − ep

### Singler
- Released (2002)
- Unleash Hell (2003)
- Spreading Death (2004)
- Spreading Death (2004)
- Scream (2006)
- Break Myself Away  (2010)